# Чавес (округ, Нью-Мексико)
Шаблон:StateAbbr_ 33°22′ пн. ш. 104°28′ зх. д. / 33.36° пн. ш. 104.47° зх. д.
Округ  Чавес (англ. Chaves County) — округ (графство) у штаті  Нью-Мексико, США. Ідентифікатор округу 35005.

## Історія
Округ утворений 1889 року.

## Демографія
За даними перепису 
2000 року 
загальне населення округу становило 61382 осіб, зокрема міського населення було 47176, а сільського — 14206.
Серед мешканців округу чоловіків було 30055, а жінок — 31327. В окрузі було 22561 домогосподарство, 16077 родин, які мешкали в 25647 будинках.
Середній розмір родини становив 3,17.
Віковий розподіл населення поданий у таблиці:
| Стать    | До 15 років | 15-21 | 22-29 | 30-39 | 40-49 | 50-65 | 65-85 | Понад 85 |
| -------- | ----------- | ----- | ----- | ----- | ----- | ----- | ----- | -------- |
| Чоловіки | 7472        | 3767  | 2630  | 3775  | 4251  | 4286  | 3520  | 354      |
| Жінки    | 6944        | 3405  | 2809  | 4005  | 4368  | 4645  | 4372  | 779      |

## Суміжні округи
- Де-Бака — північ
- Рузвельт — північний схід
- Леа — схід
- Едді — південь
- Отеро — південний захід
- Лінкольн — захід

## Виноски
1. ↑  U.S. Decennial Census. United States Census Bureau. Архів оригіналу за 26 квітня 2015. Процитовано 1 січня 2015.
2. ↑  Historical Census Browser. University of Virginia Library. Архів оригіналу за 11 серпня 2012. Процитовано 1 січня 2015.
3. ↑  Population of Counties by Decennial Census: 1900 to 1990. United States Census Bureau. Архів оригіналу за 16 квітня 2015. Процитовано 1 січня 2015.
4. ↑  Census 2000 PHC-T-4. Ranking Tables for Counties: 1990 and 2000 (PDF). United States Census Bureau. Архів оригіналу (PDF) за 18 грудня 2014. Процитовано 1 січня 2015.
5. ↑  State & County QuickFacts. United States Census Bureau. Архів оригіналу за 8 липня 2011. Процитовано 27 вересня 2013.(англ.) Наведено за англійською вікіпедією.
6. ↑  American FactFinder. Бюро перепису населення США. Архів оригіналу за 26 лютого 2012. Процитовано 31 січня 2008. [Архівовано 2008-05-21 у Wayback Machine.]

| США | Це незавершена стаття з географії США. Ви можете допомогти проєкту, виправивши або дописавши її. |